# Protocol opcional relatiu a la participació d'infants en els conflictes armats
El Protocol opcional relatiu a la participació d'infants en els conflictes armats és un text adoptat per l'Assemblea General de les Nacions Unides amb la resolució 54/263 de 25 de maig de 2000 que entrà en vigor el 12 de febrer de 2002. L'objectiu d'aquest text és elevar l'edat mínima de reclutament als exèrcits dels estats als 18 anys.

## Història
Aproximadament deu anys abans de la seua aprovació s'iniciaren els treballs previs sobre el text.
El 1991 es va celebrar a Estocolm (Suècia) un Congrés sobre Els nens de la guerra, organitzat pel capítol suec de la Creu Roja i l'Institut de Drets Humans Raoul Wallenberg de la Universitat de Lund. En aquest congrés es va arribar a la conclusió que per a evitar l'ús militar de nens s'havia d'establir (o elevar) l'edat mínima de reclutament militar a les forces armades als 18 anys a més de no permetre l'allistament voluntari a persones menors d'aquesta edat.
Des d'aquestes conclusions, el Comitè Internacional de la Creu Roja i el Comitè dels Drets del Nen van impulsar aquest protocol facultatiu. El 1994 el Comitè dels Drets del Nen va preparar un borrador del projecte. Els esforços van ser reforçats amb el nomenament de Graça Machel com a Secretària General de les Nacions Unides, una experta sobre els efectes dels conflictes armats en els nens. El mateix any, la Comissió de Drets Humans de les Nacions Unides va establir un grup de treball per a crear el protocol. El 21 de gener de 2000 el grup de treball aprovà el projecte.
Diversos països es negaven a elevar l'edat mínima, alguns foren: Estats Units d'Amèrica, Cuba, Kuwait i Pakistan.

## Contingut
El primer article estableix que l'edat mínima per al reclutament ha de ser adoptant totes les mesures possibles els 18 anys. Açò permet la participació de menors de manera indirecta en les hostilitats.
L'article segon establia l'edat mínima per al reclutament forçós als 18 anys.
L'article 3.5 permet que les escoles militars no hagen d'elevar l'edat d'allistament.
Hi ha una clàusula aportada pels Estats Units que eleva als 16 anys l'edat mínima per al reclutament voluntari.